# Крапива Тунберга
Крапива Тунберга (лат. Urtica thunbergiana) — крапива, произрастающая в Китае, Японии и Тайване. Китайское название — яоженьмао, «кусающий кот». Латинское название по имени Карла Тунберга.

## Биологическое описание
Крапива Тунберга — многолетнее травянистое растение, двудомное или однодомное.
Корневища древесные; стебли простые или разветвлённые, 60—150 см в высоту, около 1 см в диаметре. Прилистники коричневатого или зеленоватого цвета, узко яйцевидные, продолговатые или продолговато-яйцевидные, 7—15 мм; листовые пластинки зеленовато-коричневого цвета, треугольно-яйцевидные, продолговато-яйцевидные или сердцевидные. Соцветия однополые, метельчатые; мужские цветки почти сидячие. Плод — семянка светло-коричневатого цвета.